# Zama Minor
Zama Minor (łac. Diocesis Zamensis Minor) – stolica historycznej diecezji w Cesarstwie rzymskim w prowincji Afryka Prokonsularna, sufragania metropolii Kartagina. Współcześnie w Tunezji. Obecnie katolickie biskupstwo tytularne.

## Biskupi tytularni
| Lp. | Biskup                      | Funkcja                                     | Od               | Do                |
| --- | --------------------------- | ------------------------------------------- | ---------------- | ----------------- |
| 1   | Francisco Panal Ramírez     | emerytowany biskup La Vega (Dominikana)     | 20 grudnia 1965  | 13 sierpnia 1970  |
| 2   | Gustave Bouve               | emerytowany biskup Kongolo (Zair)           | 1 września 1970  | 4 marca 1971      |
| 3   | José María Setién Alberro   | biskup pomocniczy San Sebastián (Hiszpania) | 18 września 1972 | 16 lutego 1979    |
| 4   | Carmelo Juan Giaquinta      | biskup pomocniczy Viedma (Argentyna)        | 11 marca 1980    | 16 czerwca 1986   |
| 5   | Alfonso Cabezas Aristizábal | biskup pomocniczy Cali (Kolumbia)           | 22 kwietnia 1988 | 13 maja 1992      |
| 6   | Elio Sgreccia               | urzędnik Kurii Rzymskiej                    | 5 listopada 1992 | 20 listopada 2010 |
| 7   | Barthélemy Adoukonou        | urzędnik Kurii Rzymskiej                    | 10 września 2011 |                   |